# 纳克霍达清真寺
纳克霍达清真寺是印度加尔各答主要的清真寺，位于该市中心商业区，其祈祷大厅可以容纳1万人。
该清真寺奠基于1926年9月11日，造价150万印度卢比。
一位航运巨子Abdur Rahim Osman 出资建造了这座清真寺，纳克霍达的意思意为水手。
纳克霍达清真寺模仿了阿格拉的莫卧儿帝国皇帝阿克巴的陵墓。该清真寺拥有3个圆顶，两座大叫拜楼高达46米，另有25个小尖塔。 

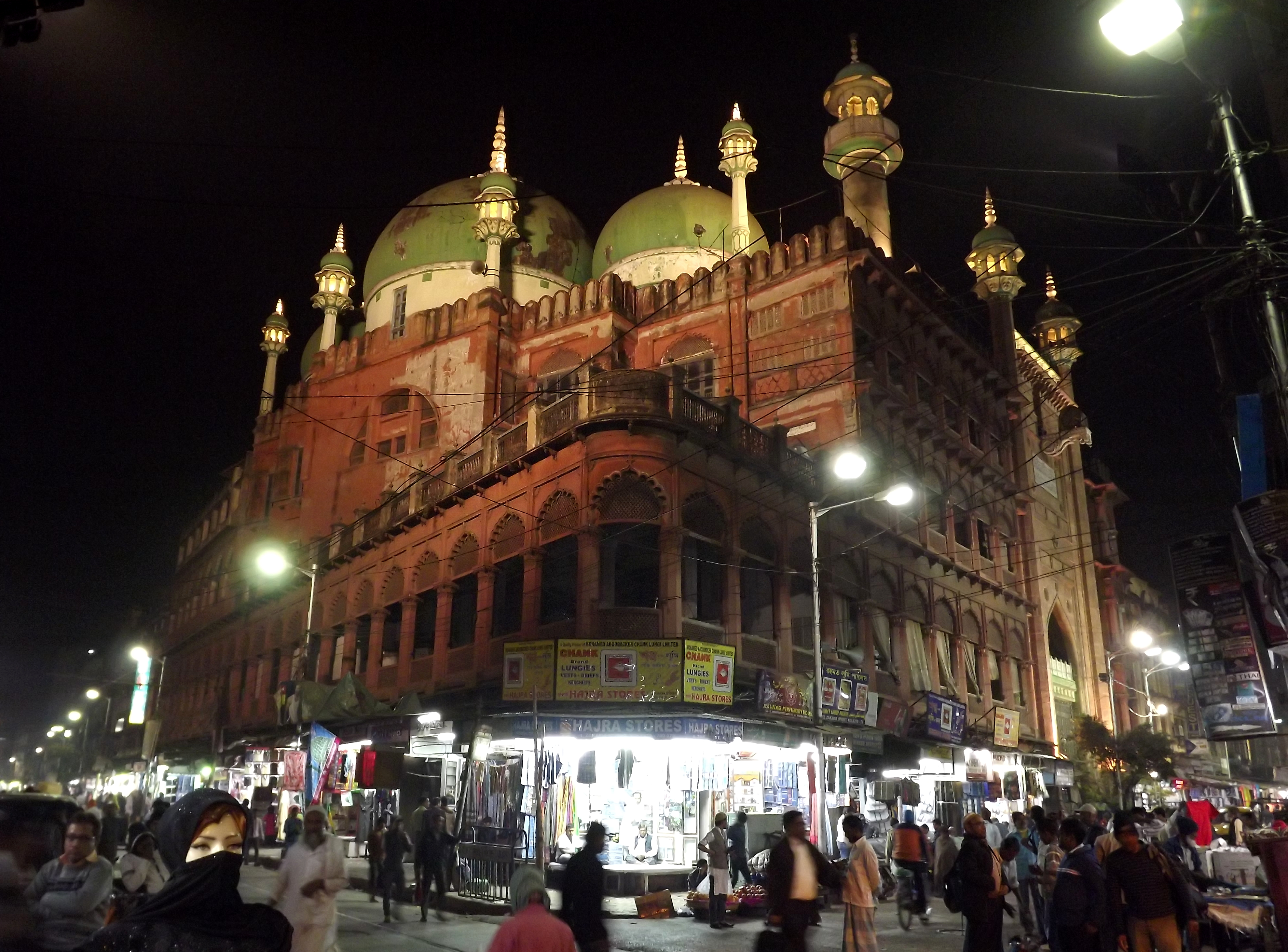
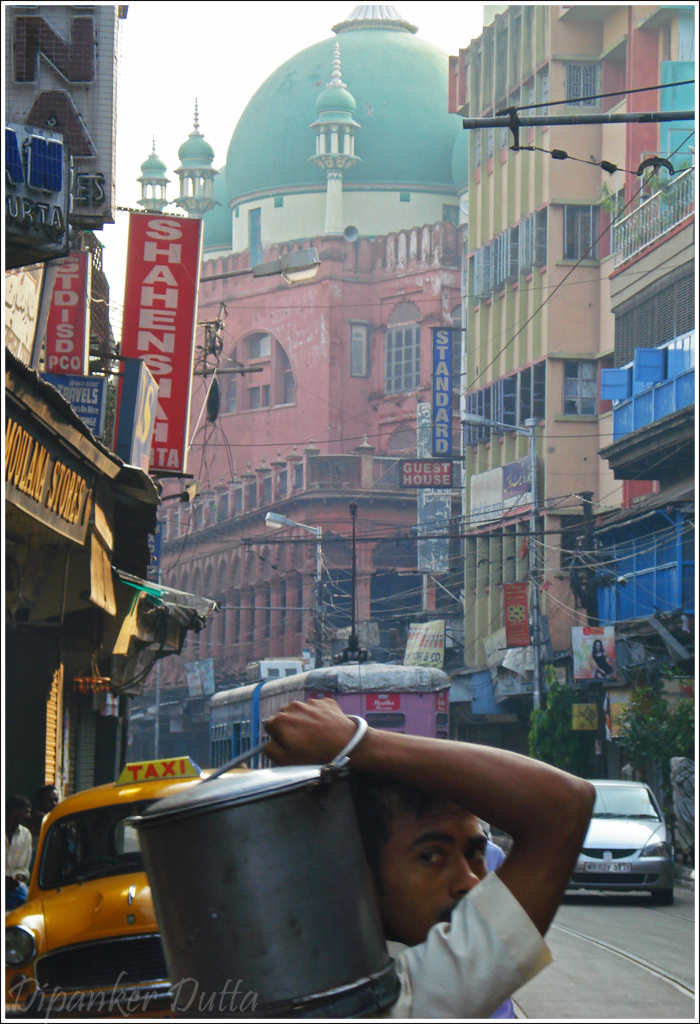
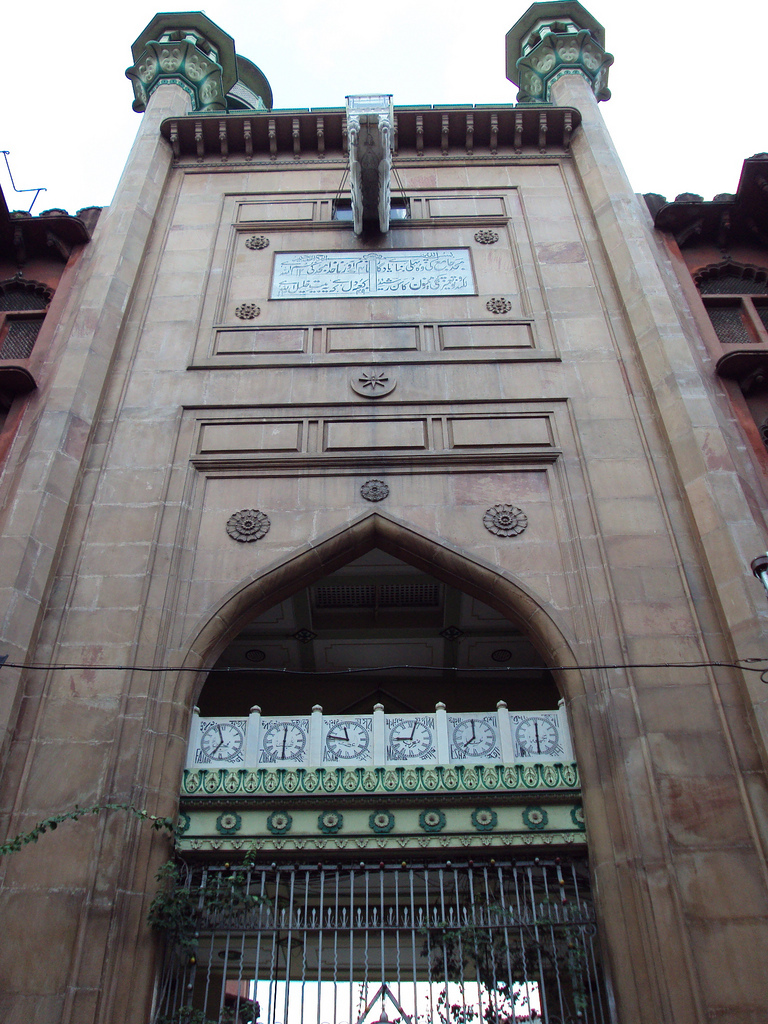
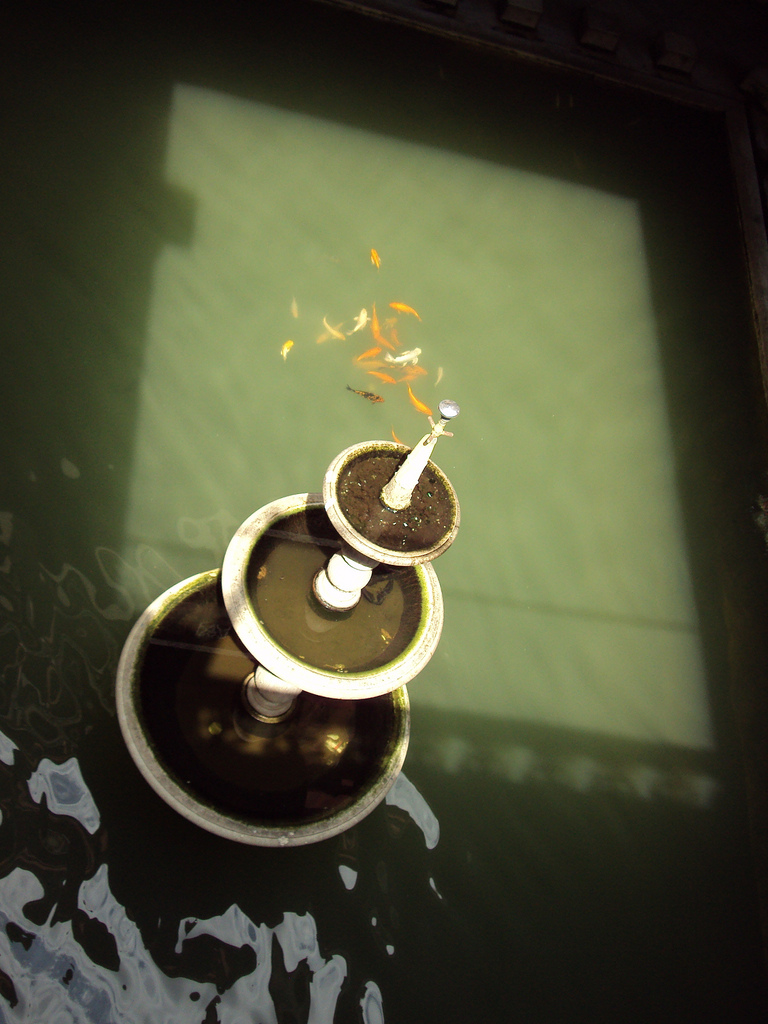